# Nikolai Basov
Nikolai Ghenadievici Basov (în rusă Николай Геннадиевич Басов; n. 14 decembrie 1922, Usman, Gubernia Tambov, RSFS Rusă – d. 1 iulie 2001, Moscova, Rusia) a fost un fizician sovietic, laureat al Premiului Nobel pentru Fizică împreună cu Aleksandr Prohorov și Charles Hard Townes, pentru munca lor de pionierat în domeniul maserilor și laserilor.
După ce a terminat școala gimnazială în 1941 la Voronezh, Basov a fost chemat pentru servicii militare și direcționat spre Academia Militară Medicală Kuibyshev. În 1943 a părăsit academia având calificarea de doctor militar asistent. A servit în armata sovietică și a luat parte la cel de-Al Doilea Război Mondial pe primul câmp de luptă din Ucraina. În decembrie 1945, a fost demobilizat și a intrat la Institutul de Inginerie și Fizică din Moscova unde a studiat fizica teoretică și experimentală.
În 1950, Basov s-a alăturat Institutului de Fizică Postuniversitară Lebedev unde a fost vicedirector și coordonator al laboratorului de radiofizică cuantică. De asemenea, Basov a fost profesor al departamentului de fizică a stării solide la Institutul din Moscova.
În 1952, doctorul Basov a început să lucreze în domeniul radiofizicii cuantice. A avut mai multe încercări (prima dată teoretic și apoi experimental) în a proiecta și a construi oscilatori (împreună cu A.M. Prohorov). În 1956 a susținut teza de doctorat cu tema „A Molecular Oscillator” (un oscilator molecular) care a rezumat lucrările teoretice și experimentale în a crea un oscilator molecular folosind un fascicul de amoniac.
În 1955, Basov a fost decorat cu Premiul Lenin.
În 1955, Basov a constituit un grup pentru investigarea frecvenței de stabilitate a oscilatorilor moleculari. Împreună cu elevii săi și colaboratorii A.N. Oraevski, V.V. Nikitin, G.M. Strahosvki, V.S. Zuev și alții, doctorul Basov a studiat dependența frecvenței oscilatorului având parametrii diferiți pentru o serie de linii spectrale de amoniac. A propus metode pentru a crește frecvența stabilității prin încetinirea mișcării moleculelor, totodată a propus metode pentru a produce molecule lente. A investigat funcționarea oscilatorilor cu rezonatoare în serie. A realizat faza de stabilizare a frecvenței klystron prin intermediul unor oscilatoare moleculare, a studiat procesul de tranziție în oscilatoarele moleculare și a realizat un oscilator folosind un fascicul de amoniac. Ca rezultat al acestor investigații, oscilatoarele cu o stabilitate a frecvenței de 10-11 au fost realizate în 1962.
În 1957, Basov a început să lucreze la proiectarea și construirea unui oscilator cuantic în domeniul optic. Un grup de teoreticieni și cercetători au început să studieze posibilitățile realizării unui oscilator cuantic prin intermediul semiconductoarelor. Popov a investigat condițiile de producere a stărilor cu o temperatură negativă în semiconductori și a sugerat utilizarea unui puls răspândit. În 1961, împreună cu O.N. Krohin și Yu.M. Popov, Basov a propus trei metode diferite pentru a obține temperaturi negative în semiconductori în prezența directă și indirectă a tranzițiilor (excitare optică, utilizarea unui fascicul cu electroni rapizi).
În 1964, laserii cu semiconductori și excitații electronice au fost realizați (împreună cu O.V. Bogdankevich si A.N. Devyatkov); și ceva mai târziu, laserii cu excitații optice au fost construiți (impreună cu A.Z. Grasiuk si V.A. Katulin). Pentru aceste realizări ale grupului de cercetători ai Institutului de Fizică Lebedev, au fost premiați cu Premiul Lenin în anul 1964.
Începând cu anul 1961, doctorul Basov (împreună cu V.S. Zuev, P.G. Krinkov, V.S. Lctohov et al.) au dus cercetările teoretice și experimentale în domeniul laserilor puternici. Au fost găsite modalități de a obține laseri cu pulsații scurte dar puternice. Natura apariției acestor pulsații în oscilatorii cuantici și propagarea lor în amplificatorii cuantici a fost investigată. Această muncă a rezultat în dezvoltarea unui laser de mare putere cu un singur puls (în anul 1968 împreună cu P.G. Krinkov, Yu.V Senatsky et al.) și laseri cu mai multe canale (în 1971 cu ajutorul lui G.V. Sklizkov et al.)
În 1962, N. Basov și O.N. Krohin au investigat posibilitatea folosirii laserilor cu radiații pentru a obține plasma termonucleară. În 1968, Basov și asociații săi (P.G. Kriukov, Yu.V. Senatsky, S.D. Zaharov) au reușit să observe pentru prima dată emisia neutronilor în plasma produsă de laseri.
În 1963, doctorul Basov și colegii lui (V.V. Nikitin, Yu.M. Popov, V.N. Morozov) au început să lucreze în domeniul optoelectronicii. Au dezvoltat în anul 1967 un număr de elemente logice foarte rapide care operau pe bază de diode laser. În prezent, o structură logică a sistemelor optoelectronice produce 10^10 operații pe secundă pentru prelucrarea optică a datelor care este în curs de dezvoltare.
Studiile radiațiilor ale unor gaze rare condensate sub acțiunea unui fascicul puternic au fost inițiate în 1966 de către Basov și colaboratorii lui (V.A. Danilychev, Yu.M. Popov) și au fost primii care au obținut în anul 1970 un laser cu emisii în câmpul ultraviolet vid.
În 1968 Basov (în cooperare cu O.V. Bogdankevich și A.S. Nasibov) au făcut o propunere pentru un TV pe bază de proiecție laser. Aproape în același timp, doctorul Basov (împreună cu V.V. Nikitin) au început studiile asupra frecvențelor standard în domeniul opticii (pe baza laserilor cu gaz). În 1970 au reușit realizarea unui laser cu gaz, stabilizat în linia de absorbție din metan, cu o stabilitate a frecvenței de 10^-11.
O vastă contribuție a fost făcută de doctorul Basov pentru domeniul laserilor chimici. În 1970 sub îndrumarea sa, un laser chimic original a fost construit, acesta operând cu ajutorul unui amestec de deuterium F si CO2 la o presiune atmosferică. În același an, Basov (în cooperare cu E.M. Belenov, V.A. Danilychev și A.F. Suchkov) au propus dezvoltarea experimentală a unui “Elion” (pompare electronică de gaze ionizate și comprimate) metodă de excitație gaz-laser. Cu ajutorul acestei metode pentru un amestec de CO2 și N2 comprimat la 25 de atmosfere, aceștia au reușit o surprinzătoare creștere în putere a laserului bazat pe gaz comparativ cu laserii cu CO2 de presiune joasă.
În 1959, doctorul Basov a fost premiat cu premiul Lenin împreună cu A. M. Prohorov pentru investigarea ce a dus la crearea oscilatoarelor moleculare și amplificatoarelor paramagnetice. În 1962, doctorul Basov a fost ales membru corespondent al Academiei de Științe din U.S.S.R. În anul 1966 membru al Academiei, în 1967 membru al Prezidiului Academiei de Științe U.S.S.R. și un membru străin al Academiei Germane de Științe din Berlin. În 1971 a fost ales drept membru străin al Academiei Germane “Leopodina”.
Doctorul Basov este un redactor-șef al jurnalelor științifice sovietice Priroda (natura) și “"Kvantovaya Elektornika" (Electronica Cuantica). El este de asemenea un membru al Consiliului Editorial al “Il Nuovo Cimento”.
În 1970, doctorul Basov a fost premiat cu rangul de Erou al Muncii Socialiste, doctorul Basov fiind un membru al Comitetului Sovietic al Apărării și Păcii și un membru al Consiliului Mondial al Păcii.
Nikolai Basov s-a căsătorit în 1950. Soția sa, Ksenia Tihonovna Basova este, de asemenea, fizician și participă în Departamentul General de Fizică al Institutului din Moscova. Aceștia au doi fii: Ghenadi (născut în 1954) și Dmitri (născut în 1963).
Nikolai Basov a murit la 1 iulie 2001.